# مگس‌گیر خاکستری موشی
مگس‌گیر خاکستری موشی (نام علمی: Miophobus crypterythrus) گونه‌ای از پرندگان تیرهٔ ژیان‌مرغان (Tyrannidae) است که در کلمبیا، اکوادور و پرو یافت می‌شود.